# Los maniáticos
Los maniáticos es una humorística serie de televisión española dirigida por Fernando García de la Vega, con guiones de Carlos Muñiz y emitida por TVE en 1974.

## Argumento
La serie narra la peculiar vida cotidiana de una familia corriente, aunque algo estrafalaria, al frente de la cual se sitúa Don Jonás, el padre, viudo desde hace poco y que convive con su criada Jacinta, pero que ve perturbada la paz de su casa con la llegada de su hija Lola, su yerno Pablo y sus terribles 4 nietos.

## Reparto
- José Sazatornil ... Jonás
- María José Alfonso ... Lola
- Pedro Valentín ... Pablo
- Florinda Chico ... Jacinta
- Mariano Ozores ... Don Ulpiano, un vecino
- Trini Alonso ... Doña Leonor
- Joaquín Pamplona ... Doctor
- Aurora Redondo ... Doña Obdulia
- Alfonso del Real ... Don Marciano
- Manolo Codeso
- Ricardo Espinosa
- Antonio Medina
- Milagros Ponti
- Beatriz Carvajal

## Listado de episodios
- Hogar, dulce hogar (30 de julio)
- Un telemelodrama (6 de agosto)
- El maldito invitado (13 de agosto)
- Propiedad horizontal (20 de agosto)
- La declaración de la renta (27 de agosto)
- Un día negro (3 de septiembre)
- Tranquilas vacaciones (10 de septiembre)
- Mens Sana (17 de septiembre)
- Proyectos de matrimonio (24 de septiembre)
- Seguro de vida (1 de octubre)
- La fiel Jacinta (8 de octubre)
- Don Jonás y el celuloide (15 de octubre)
- Accidente doméstico (22 de octubre)